# Alright! (鈴木亜美の曲)
「Alright!」（オーライト）は、日本の女性歌手、鈴木亜美の7枚目のエイベックスシングル。

## 解説
- 「CDのみ」、「CD+DVD」の2形態で発売された。
- シングルのテーマは「夏の楽しみ」。また、ビジュアル面でもジャケット写真やPVを南の島で撮影している。
- PVには山根和馬が出演している。（後にDA PUMPに加入したKAZUMAである）
- 後に2曲ともアルバム『CONNETTA』に収録された。

## 収録曲

### CD
1. Alright!
作詞：鈴木亜美 / 作曲：渡辺和紀 / 編曲：HΛL
日本テレビ系『いただきマッスル!』5月エンディングテーマ
日本テレビ系『音楽戦士 MUSIC FIGHTER』2006年5月 POWER PLAY
エムティーアイ「music.jp」CMソング
2. ハレもよう。
作詞：鈴木亜美 / 作曲：ムラマツテツヤ / 編曲：キハラ龍太郎
3. Alright! (Instrumental)
4. ハレもよう。 (Instrumental)

### DVD
1. Alright! (Music Clip)

## 収録アルバム
- Alright!
  - 『CONNETTA』
  - 『Ami Selection』
- ハレもよう。
  - 『CONNETTA』